# かめそば
かめそばは、愛媛県松山市のご当地グルメの焼きそばである。

## 概要
松山市内で販売されているちりめんじゃこと鰹節をかけた焼きそばで、新聞紙に包んで持ち帰り、豚形の容器に入ったソースを基本とする。昭和時代に松山市の食堂「かめ」が提供したものが始まりとされる。
調製手法は独自で門外不出であった。食堂「かめ」の店主から直接習ったとする「かめそば じゅん」は、「かめそば」を商標登録して元祖かめそばの味として販売している。
2011年6月2日に『秘密のケンミンSHOW』で「かめそば」が全国に紹介された。2014年1月14日に『ありえへん∞世界「ご当地B級グルメ 全国47都道府県完全制覇スペシャル」』でグランプリとなる。2月22日に毎日放送の『せやねん!「ソラシラナンダ二府四県」かまいたちが調査!愛媛県松山の格安日帰り旅!バラ風呂&幻のB級グルメ』で放送される。